# لارس رودیگر
لارس رودیگر (انگلیسی: Lars Rüdiger؛ زادهٔ ۱۷ آوریل ۱۹۹۶) شیرجه‌رو اهل آلمان است.
وی در مسابقات کشوری و بین‌المللی در مجموع برندهٔ ۱ مدال طلا، ۱ مدال نقره، ۲ مدال برنز شده‌است.